# Pirapora do Bom Jesus (kommun)
Pirapora do Bom Jesus är en kommun i Brasilien.   Den ligger i delstaten São Paulo, i den sydöstra delen av landet, 800 km söder om huvudstaden Brasília. Antalet invånare är 15 727. Arean är 108 kvadratkilometer. Pirapora do Bom Jesus gränsar till Cabreúva.
Terrängen i Pirapora do Bom Jesus är kuperad åt nordväst, men åt sydost är den platt.
Följande samhällen finns i Pirapora do Bom Jesus:
- Pirapora do Bom Jesus